# 훈남정음
《훈남정음》는 SBS에서 2018년 5월 23일부터 2018년 7월 19일까지 방송된 드라마 스페셜이다.

## 줄거리
사랑을 거부하는 비연애주의자 '훈남'과 사랑을 꿈꾸지만 팍팍한 현실에 연애포기자가 된 '정음'이 연애불능 회원들의 솔로 탈출을 도와주다가 사랑에 빠져버린 코믹 로맨스

## 등장 인물

### 주요 인물
- 남궁민 : 강훈남 역 (아역 김승한) - 사랑을 거부하는 타고난 연애 고수. DMJ 푸드 둘째 아들
- 황정음 : 유정음 역 (아역 권예은) - 결혼정보업체 ‘금상천하’의 커플 매니저
- 최태준 : 최준수 역 (아역 정지훈) - 재활전문의. 초등학교 때부터 소꿉친구인 정음의 인생 친구이자 훈남 의사. ‘금상천하’ 100번 거부회원
- 오윤아 : 양선희 역 - 쿨함과 허당미를 겸비한 정음의 인생 선배로 정음의 1호 회원인 전 국가대표 다이빙 선수단 코치. 현 승리고등학교 다이빙부 코치
- 조달환 : 찰리 역 - 훈남의 군대 동기이자 잡지사 에디터
- 정문성 : 육룡 역 - 훈남의 사촌동생. 정음의 노예

### 주변 인물
- 남경읍 : 강정도 역 - 훈남의 아버지이자 타고 난 바람둥이. 섹시한 언변과 잘생긴 외모로 주목 받는 정치인
- 심혜진 : 고은님 역 - 훈남의 새어머니이자 쿨한 여장부. DMJ 푸드 회장
- 이문식 : 유승렬 역 - 정음의 아버지. 규방 공예가
- 이주연 : 수지 역 - 훈남 찾아 한국에 온 365일이 섹시한 카우치 서핑족. 대한수영연맹 회장의 딸. ‘금상천하’ 유령회원

### 그 외 인물
- 명지연 : 편집장 역
- 김광규 : 김소울 역 - 귀농시인. ‘금상천하’ 제로회원
- 서동원 : 강춘남 역 - 훈남의 형
- 진예솔 : 한예리 역 - 춘남의 처
- 백지원 : 봉선화 역 - 결혼정보업체 ‘금상천하’ 팀장
- 이소윤 : 훈남 모 역 - 희경. 정음 아빠가 여동생 같이 아끼던 여자
- 정영주 : 오두리 역 - 자뻑 심한 골드미스. ‘금상천하’ 제로회원
- 전병욱 : 나가용 역 - 항상 바쁜 ‘금상천하’ 제로회원
- 지승현 : 강돌진 역 - 액션배우. ‘금상천하’ 제로회원
- 서은우 : 안인정 역 - 안면인식장애가 있는 ‘금상천하’ 제로 회원
- 지일주 : 강지성 역 - 서점 카페 주인. 안인정의 파트너
- 최지율 : 길다란 역 - 강돌진의 매칭녀
- 김민아 : 길다빈 역
- 신성훈 : 고후빈 역
- 신수호 : 초성 역 - 태희의 남친
- 장서연 : 태희 역 - 훈남·찰리의 군대시절, 남친을 면회 온 곰신녀
- 김승완 : 신참 역 - 훈남·찰리의 군대시절, 이등병
- 최고윤

## 시청률
최저 시청률과 최고 시청률은 시청률 조사회사와 지역별로 시청률에 차이가 있을 수 있습니다.
| 2018년 | 2018년   | 2018년                  | 2018년         | 2018년       | 2018년         | 2018년       |
| 회차   | 방송일   | 부제 (서브 타이틀)      | TNmS 시청률    | TNmS 시청률  | AGB 시청률     | AGB 시청률   |
| 회차   | 방송일   | 부제 (서브 타이틀)      | 대한민국(전국) | 서울(수도권) | 대한민국(전국) | 서울(수도권) |
| ------ | -------- | ----------------------- | -------------- | ------------ | -------------- | ------------ |
| 제1회  | 5월 23일 | 연애는 기억이다         | 6.1%           | 6.9%         | 5.3%           | 6.1%         |
| 제2회  | 5월 23일 | 연애는 기억이다         | 5.4%           | 6.5%         | 5.2%           | 6.1%         |
| 제3회  | 5월 24일 | 연애는 노스트라다무스다 | 6.9%           | 8.0%         | 4.9%           | 5.8%         |
| 제4회  | 5월 24일 | 연애는 노스트라다무스다 | 6.0%           | 7.1%         | 5.0%           | 5.9%         |
| 제5회  | 5월 30일 | 연애는 도미노다         | 3.9%           | 4.8%         | 3.7%           | 4.6%         |
| 제6회  | 5월 30일 | 연애는 도미노다         | 5.0%           | 5.9%         | 4.5%           | 5.4%         |
| 제7회  | 5월 31일 | 연애는 롤러코스터다     | 5.3%           | 6.2%         | 3.9%           | 4.6%         |
| 제8회  | 5월 31일 | 연애는 롤러코스터다     | 5.4%           | 6.3%         | 4.1%           | 4.8%         |
| 제9회  | 6월 6일  | 연애는 미로다           | 3.3%           | 4.1%         | 3.2%           | 4.0%         |
| 제10회 | 6월 6일  | 연애는 미로다           | 3.9%           | 5.0%         | 3.9%           | 4.5%         |
| 제11회 | 6월 7일  | 연애는 봄바람이다       | 4.5%           | 5.4%         | 4.1%           | 4.7%         |
| 제12회 | 6월 7일  | 연애는 봄바람이다       | 4.8%           | 5.7%         | 4.4%           | 5.3%         |
| 제13회 | 6월 14일 | 연애는 새치기이다       | 5.6%           | 6.5%         | 3.5%           | 4.4%         |
| 제14회 | 6월 14일 | 연애는 새치기이다       | 4.5%           | 5.3%         | 3.6%           | 4.5%         |
| 제15회 | 6월 20일 | 연애는 유리다           | 4.0%           | 4.8%         | 3.3%           | 4.2%         |
| 제16회 | 6월 20일 | 연애는 유리다           | 4.6%           | 5.4%         | 4.4%           | 5.1%         |
| 제17회 | 6월 21일 | 연애는 자음이다         | 4.7%           | 5.8%         | 4.5%           | 5.6%         |
| 제18회 | 6월 21일 | 연애는 자음이다         | 4.4%           | 5.2%         | 4.5%           | 5.7%         |
| 제19회 | 6월 28일 | 연애는 청개구리다       | 3.5%           | 4.0%         | 3.1%           | 3.6%         |
| 제20회 | 6월 28일 | 연애는 청개구리다       | 4.8%           | 5.6%         | 4.4%           | 5.2%         |
| 제21회 | 7월 4일  | 연애는 크다             | 2.7%           | 3.5%         | 2.4%           | 3.0%         |
| 제22회 | 7월 4일  | 연애는 크다             | 3.4%           | 4.1%         | 3.0%           | 3.8%         |
| 제23회 | 7월 5일  | 연애는 태풍이다         | 3.1%           | 3.6%         | 2.8%           | 3.3%         |
| 제24회 | 7월 5일  | 연애는 태풍이다         | 3.2%           | 3.9%         | 2.8%           | 3.5%         |
| 제25회 | 7월 11일 | 연애는 팽이다           | 3.2%           | 3.7%         | 2.8%           | 3.4%         |
| 제26회 | 7월 11일 | 연애는 팽이다           | 3.3%           | 4.0%         | 2.9%           | 3.7%         |
| 제27회 | 7월 12일 | 연애는 하프타임이다     | 3.2%           | 3.8%         | 2.8%           | 3.6%         |
| 제28회 | 7월 12일 | 연애는 하프타임이다     | 3.5%           | 4.2%         | 3.1%           | 3.9%         |
| 제29회 | 7월 18일 | 연애는 사라진 자음이다  | 2.3%           | 2.9%         | 2.1%           | 2.4%         |
| 제30회 | 7월 18일 | 연애는 사라진 자음이다  | 2.4%           | 3.0%         | 2.1%           | 2.5%         |
| 제31회 | 7월 19일 | 연애는 다시 기억이다    | 3.0%           | 3.7%         | 2.6%           | 3.3%         |
| 제32회 | 7월 19일 | 연애는 다시 기억이다    | 3.2%           | 4.1%         | 2.8%           | 3.7%         |

## 결방 사유 및 편성 변경
- 2018년 6월 13일 : 지방선거 개표방송 중계로 결방.
- 2018년 6월 27일 : 2018년 FIFA 월드컵 F조 〈대한민국 VS 독일〉 중계방송으로 인해 결방.
- 2018년 6월 28일 : 2018년 FIFA 월드컵 H조 〈일본 VS 폴란드〉 중계방송으로 인해 밤 9시 30분으로 편성 변경 (19회, 20회)

## 동시간대 드라마
- KBS 수목 미니시리즈

《슈츠》 (2018년 4월 25일 ~ 2018년 6월 14일)
《당신의 하우스헬퍼》 (2018년 7월 4일 ~ 2018년 8월 29일)
- MBC 수목드라마

《이리와 안아줘》 (2018년 5월 16일 ~ 2018년 7월 25일)